# Sanhechang
Sanhechang (kinesiska: 三河场镇, 三河场) är en köping i Kina. Den ligger i provinsen Sichuan, i den sydvästra delen av landet, omkring 260 kilometer nordost om provinshuvudstaden Chengdu. Antalet invånare är 13 184. Befolkningen består av 6 586 kvinnor och 6 598 män. Barn under 15 år utgör 18,0 %, vuxna 15-64 år 67 %, och äldre över 65 år 13,0 %.
Genomsnittlig årsnederbörd är 1 410 millimeter. Den regnigaste månaden är juli, med i genomsnitt 291 mm nederbörd, och den torraste är december, med 4 mm nederbörd.